# Liste der Biografien/Dio
Liste der Biografien |
Portal Biografien |
Personensuche
# |
A |
B |
C |
D |
E |
F |
G |
H |
I |
J |
K |
L |
M |
N |
O |
P |
Q |
R |
S |
T |
U |
V |
W |
X |
Y |
Z |
?
 
Da |
Db |
Dc |
Dd |
De |
Dg |
Dh |
Di |
Dj |
Dk |
Dl |
Dm |
Dn |
Do |
Dq |
Dr |
Ds |
Du |
Dv |
Dw |
Dy |
Dz
 
Dia |
Dib |
Dic |
Did |
Die |
Dif |
Dig |
Dih |
Dij |
Dik |
Dil |
Dim |
Din |
Dio |
Dip |
Diq |
Dir |
Dis |
Dit |
Diu |
Div |
Diw |
Dix |
Diy |
Diz
Die Liste der Biografien führt alle Personen auf, die in der deutschsprachigen Wikipedia einen Artikel haben. Dieses ist eine Teilliste mit 270 Einträgen von Personen, deren Namen mit den Buchstaben „Dio“ beginnt.

## Dio
- Dio Kobayashi (* 1972), japanischer Zirkusartist
- Dio, Ronnie James (1942–2010), US-amerikanischer Rock-SängerRonnie James Dio (1942–2010)

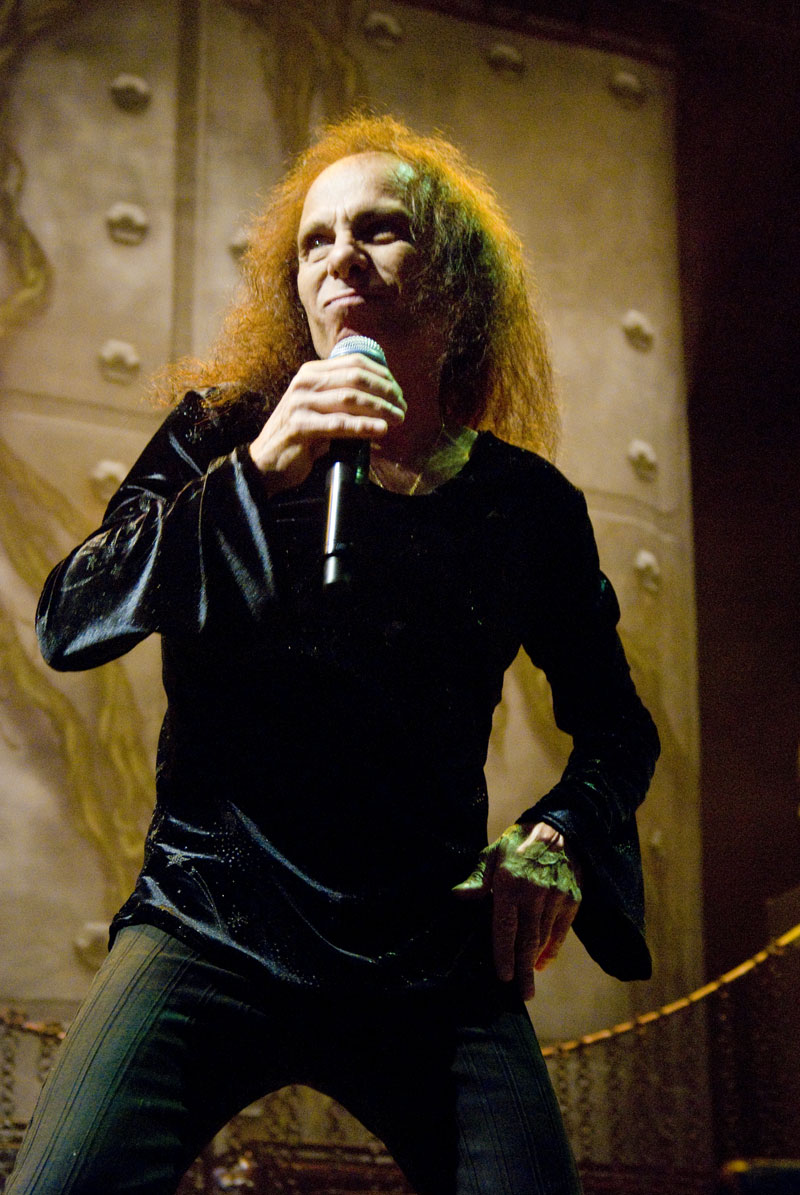
Ronnie James Dio (1942–2010)

### Dioc
- Diocles, Gaius Appuleius (* 104), Wagenlenker
- Diocou, Mamadou (* 2000), spanischer Handballspieler

### Diod
- Diodati, Carlo (1541–1625), toskanischer Patrizier und Handelsmann
- Diodati, Edouard (1789–1860), Schweizer evangelischer Geistlicher, Bibliothekar und Hochschullehrer
- Diodati, Elia (1576–1661), Genfer Jurist und Anwalt
- Diodati, Francesco (* 1983), italienischer Jazzmusiker (Gitarre, Komposition)
- Diodati, Gabriel (1828–1914), Schweizer Architekt
- Diodati, Giovanni (1576–1649), reformierter Theologe, Diplomat und Bibelübersetzer
- Diodato (* 1981), italienischer Popsänger und Songwriter
- Diodor, griechischer Historiker
- Diodoros, antiker griechischer Toreut
- Diodoros Kronos, Begründer der Aussagenlogik
- Diodoros von Aspendos, griechischer Philosoph, Pythagoreer
- Diodoros von Tarsos, Presbyter und Bischof
- Diodotos, griechischer Gemmenschneider augusteischer Zeit
- Diodotos, athenischer Politiker
- Diodotos I., Begründer des Griechisch-Baktrischen Königreiches
- Diodotos II., König des Griechisch-Baktrischen Königreiches
- Diodotos Tryphon († 137 v. Chr.), König des Seleukidenreichs in Syrien

### Diog
- Diogene, Franco (1947–2005), italienischer Schauspieler
- Diogenes, Bischof von Byzanz
- Diogenes Euergetes, makedonischer Befehlshaber in Athen
- Diogenes Laertios, antiker Philosophiehistoriker
- Diogenes von Apollonia, griechischer Naturphilosoph und Arzt
- Diogenes von Babylon, griechischer Philosoph und Schuloberhaupt der Stoa
- Diogenes von Oinoanda, griechischer Autor
- Diogenes von Sinope, griechischer Philosoph, Schüler des AntisthenesDiogenes von Sinope

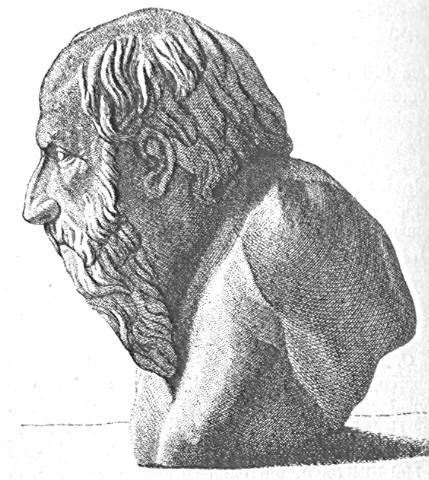
Diogenes von Sinope

- Diogenes von Smyrna, griechischer Philosoph
- Diogenes von Tarsos, griechischer epikureischer Philosoph
- Diogenianos, griechischer epikureischer Philosoph
- Diogenianos Grammatikos, griechischer Grammatiker
- Diogg, Felix Maria (1762–1834), Schweizer Porträtmaler
- Diognetos, Archon von Athen
- Diogo Jota (1996–2025), portugiesischer FußballspielerDiogo Jota (1996–2025)

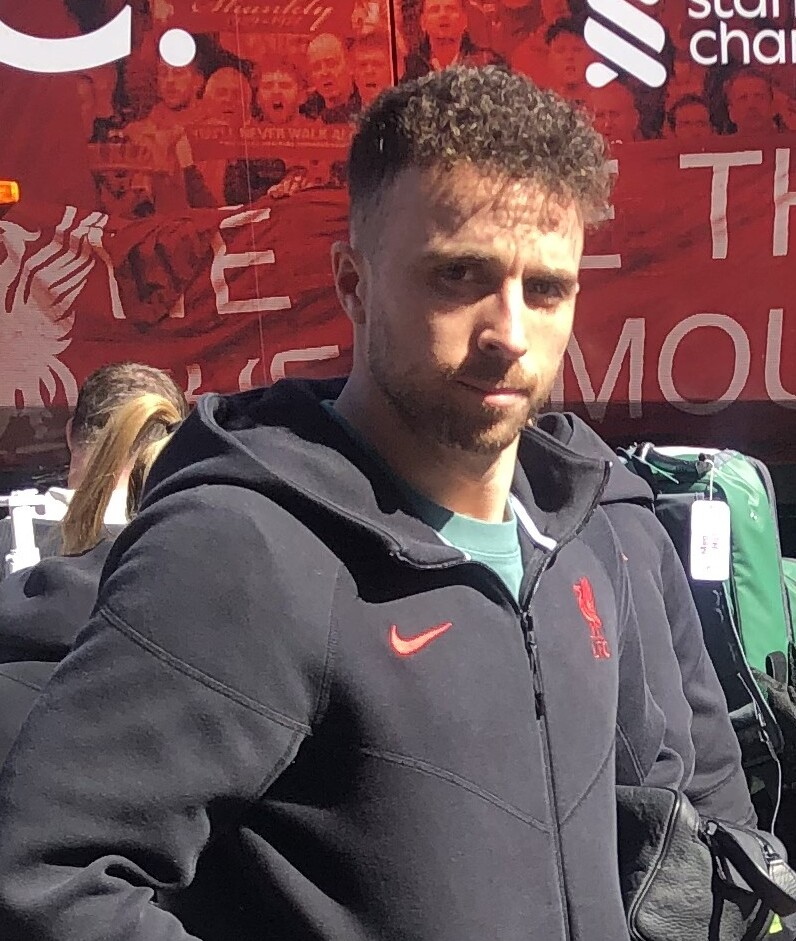
Diogo Jota (1996–2025)

- Diogo, Carlos (* 1983), uruguayischer Fußballspieler
- Diogo, João (1955–2024), portugiesischer Sportjournalist
- Diogo, Júlio Vieira (* 1893), brasilianischer Politiker und Diplomat
- Diogo, Luísa (* 1958), mosambikanische Politikerin (FRELIMO)
- Diogo, María (* 1991), argentinische Sprinterin
- Diogo, Paulo (* 1975), schweizerisch-portugiesischer Fußballspieler
- Diogo, Tomé (* 1952), osttimoresisches Mitglied der indonesischen Streitkräfte
- Diogo, Víctor (* 1958), uruguayischer Fußballspieler
- Diogo, Vitória (* 1964), mosambikanische Linguistin und Politikerin (FRELIMO)
- Dioguardi, Giovanni (1914–1979), US-amerikanischer Gangster in New York City
- DioGuardi, Joseph J. (* 1940), US-amerikanischer Politiker
- DioGuardi, Kara (* 1970), US-amerikanische Musikproduzentin, Komponistin und Popsängerin

### Diok
- Diokles, Dynast von Abai
- Diokles, griechischer Komödiendichter
- Diokles, griechischer Mathematiker
- Diokles von Karystos, griechischer Arzt
- Diokles von Magnesia, griechischer Philosophiehistoriker
- Diokles von Peparethos, griechischer Historiker und Geschichtsschreiber
- Diokletian, römischer Kaiser (284–305)Diokletian

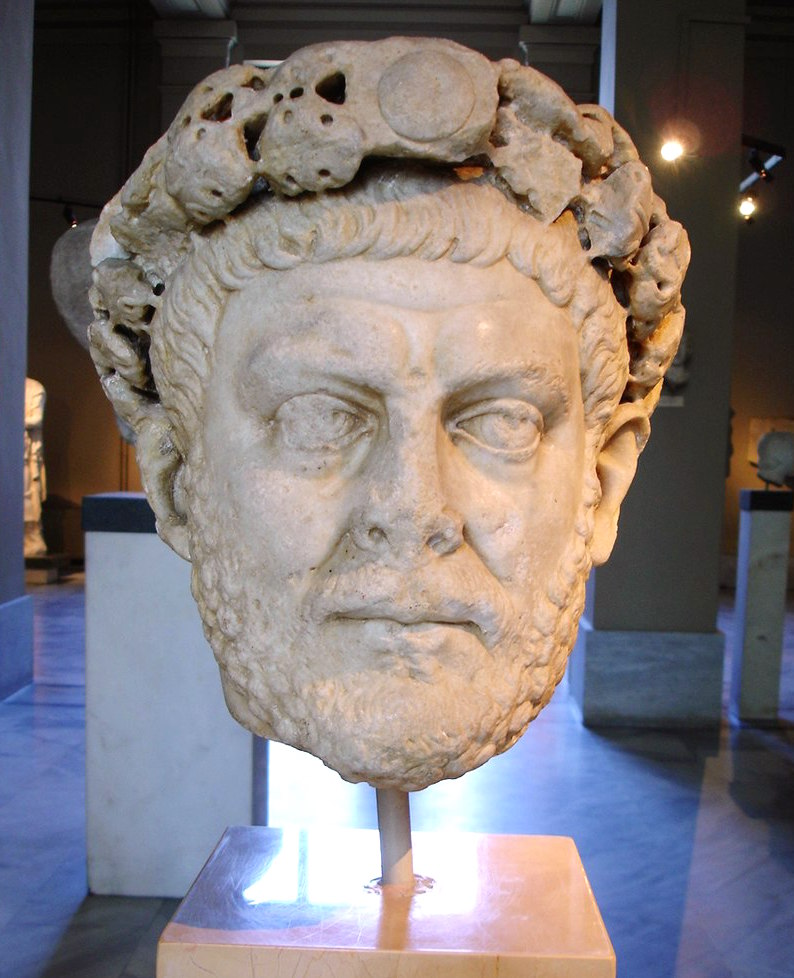
Diokletian

- Diokno, Jose (1922–1987), philippinischer Politiker
- Diokno, Ramon (1886–1954), philippinischer Politiker und Richter

### Diom
- Diomandé, Aboubacar Mé (1988–2019), ivorischer Fußballspieler
- Diomande, Adama (* 1990), norwegischer Fußballspieler
- Diomandé, Ahmed (* 2002), malischer Fußballspieler
- Diomandé, Gontie Junior (* 2003), ivorischer Fußballspieler
- Diomandé, Ismaël (* 1992), ivorischer Fußballspieler

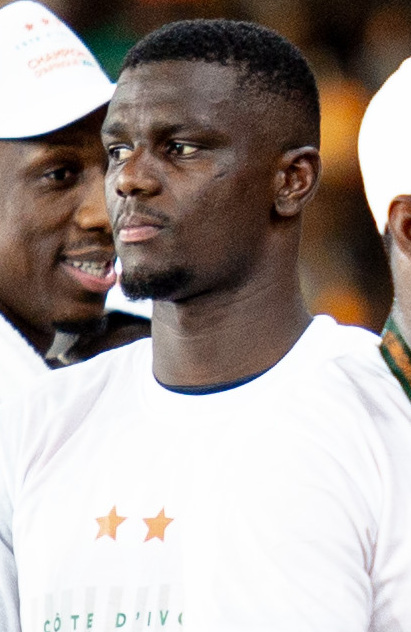
Ousmane Diomandé (* 2003)

- Diomande, Mohammed (* 2001), ivorischer Fußballspieler
- Diomandé, Ousmane (* 2003), ivorischer FußballspielerOusmane Diomandé (* 2003)
- Diomandé, Sinaly (* 2001), ivorischer Fußballspieler
- Diomande, Yan (* 2006), ivorischer Fußballspieler
- Diome, Fatou (* 1968), senegalesische Schriftstellerin
- Diomède, Bernard (* 1974), französischer Fußballspieler
- Diomedes, antiker griechischer Bildhauer
- Diomedes, antiker Steinmetz
- Diomedes, indischer König
- Diomedes aus Dokimeion, antiker Steinmetz
- Diomedes Grammaticus, römischer Grammatiker
- Diomedes-Maler, attisch-rotfiguriger Vasenmaler
- Diomedon († 406 v. Chr.), athenischer Feldherr
- Diomidis, Alexandros (1875–1950), griechischer Politiker

### Dion
- Dion Chrysostomos, griechischer Redner, Schriftsteller und Philosoph
- Dion von Alexandria († 57 v. Chr.), alexandrinischer Philosoph
- Dion von Neapel, griechischer Mathematiker der Antike
- Dion von Syrakus (409 v. Chr.–354 v. Chr.), griechischer Politiker
- Dion, Albert de (1856–1946), französischer Automobilpionier, Unternehmer und Politiker
- Dion, Céline (* 1968), franko-kanadische PopsängerinCéline Dion (* 1968)

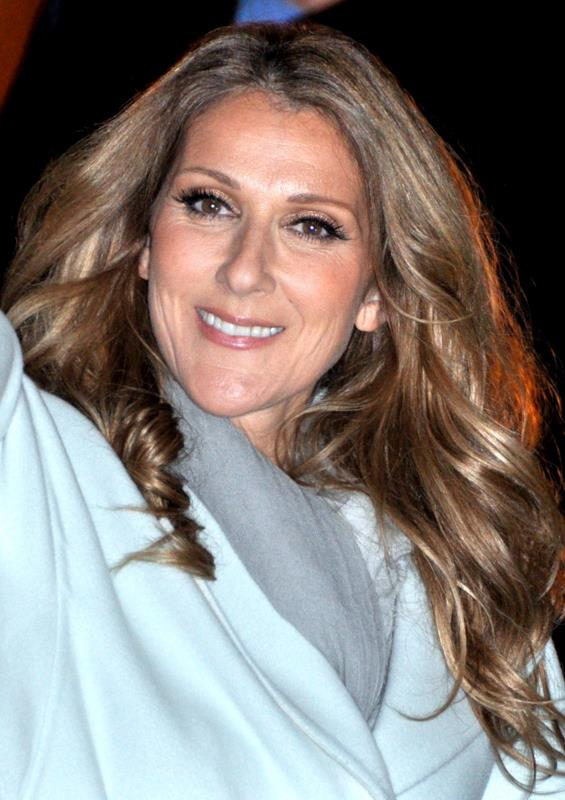
Céline Dion (* 1968)

- Dion, Cyril (* 1978), französischer Schriftsteller, Regisseur, Dichter und Aktivist
- Dion, Hector, US-amerikanischer Schauspieler, Regisseur und Drehbuchautor
- Dion, Henri de (1828–1878), französischer Bauingenieur
- Dion, Mark (* 1961), US-amerikanischer Künstler
- Dion, Pascal (* 1994), kanadischer Shorttracker
- Dion, Renaud (* 1978), französischer Radrennfahrer
- Dion, Stéphane (* 1955), kanadischer Politikwissenschaftler, Hochschullehrer und Politiker
- Dion-Poitras, Joel (* 1987), kanadischer Radrennfahrer
- Dione, Aura (* 1985), dänische Popsängerin und SongwriterinAura Dione (* 1985)

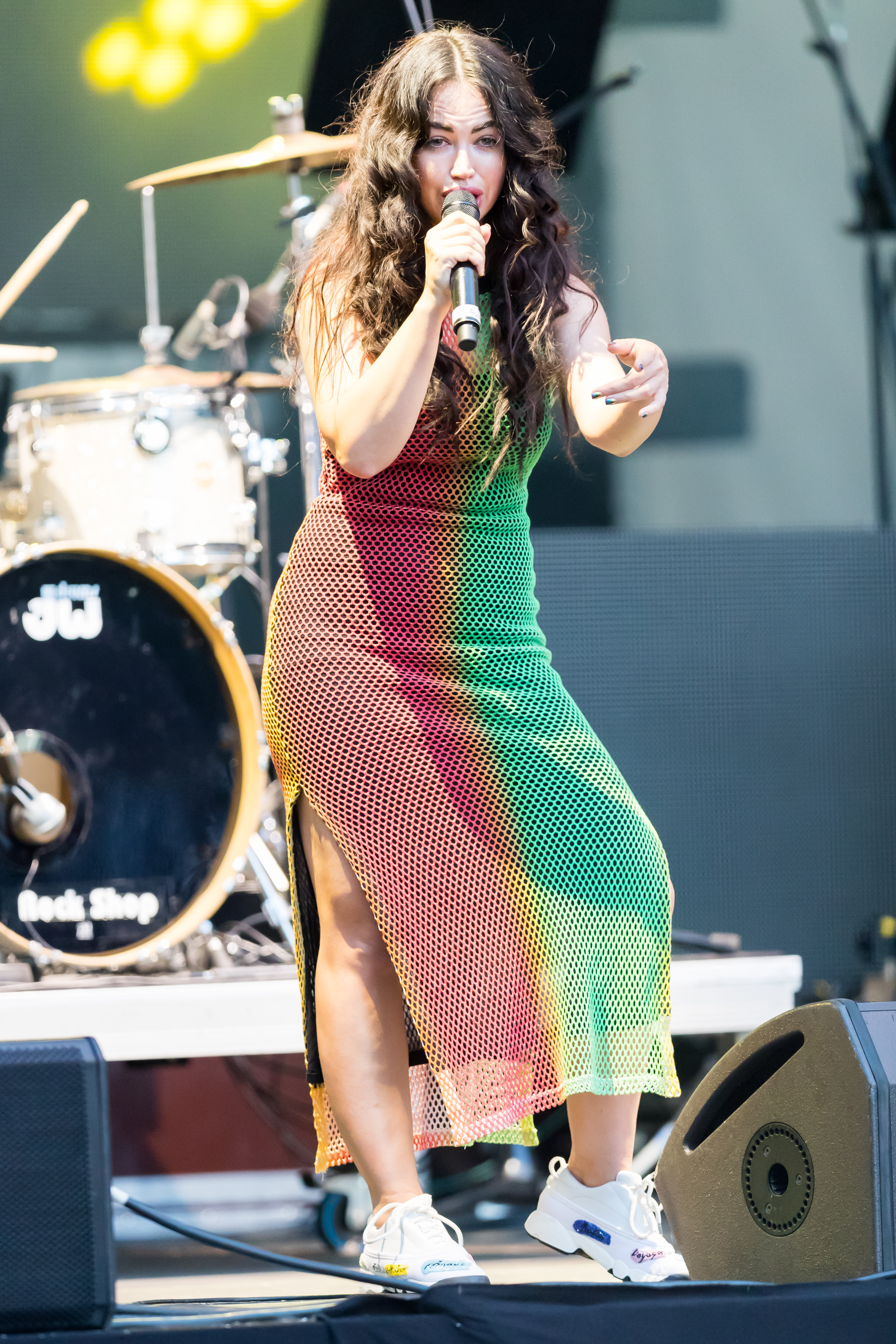
Aura Dione (* 1985)

- Dione, François-Xavier (1919–1985), senegalesischer römisch-katholischer Geistlicher und Bischof von Thiès
- Dione, Idrissa (* 1929), französischer Boxer
- Dione, Ousseynou (* 1973), deutsch-senegalesischer Fußballspieler
- Dione, Rose (1875–1936), Filmschauspielerin
- Diones, Mark Harry (* 1993), philippinischer Dreispringer
- Diongue, Mohamed (1946–2012), senegalesischer Fußballspieler
- Dionisi, Antonio (1866–1931), italienischer Arzt, Bakteriologe, Hygieniker, Parasitologe und Hochschullehrer
- Dionisi, Ignazio (1913–1994), italienischer Eishockeyspieler
- Dionisi, Renato (1910–2000), italienischer Komponist und Musikpädagoge
- Dionisi, Renato (* 1947), italienischer Stabhochspringer
- Dionisi, Stefano (* 1966), italienischer Schauspieler
- Dionísio de Assis Monteiro, Mário (1916–1993), portugiesischer Schriftsteller und Maler
- Dionísio, Joaquim Proença (* 1968), portugiesischer römisch-katholischer Geistlicher und Weihbischof in Porto
- Dionisio, Sofia (* 1953), italienische Schauspielerin
- Dionisotti, Carlo (1908–1998), italienischer Romanist und Italianist
- Dionizio, Luciana Maria (* 1987), brasilianische Fußballtorhüterin
- Dionizy (1876–1960), Metropolit der Polnisch-Orthodoxen Kirche
- Dionne, Annette (* 1934), erster bekannter überlebender Fünfling
- Dionne, Cecile (* 1934), kanadischer erster bekannter überlebender Fünfling
- Dionne, Charles (* 1979), kanadischer Radrennfahrer
- Dionne, Deidra (* 1982), kanadische Freestyle-Skisportlerin
- Dionne, E. J. (* 1952), US-amerikanischer Journalist
- Dionne, Emilie (1934–1954), erster bekannter überlebender Fünfling
- Dionne, Gérard (1919–2020), kanadischer Geistlicher, römisch-katholischer Bischof von Edmundston
- Dionne, Gilbert (* 1970), kanadischer Eishockeyspieler
- Dionne, Karen (* 1953), amerikanische Schriftstellerin
- Dionne, Mahammed (1959–2024), senegalesischer Politiker
- Dionne, Marcel (* 1951), kanadischer Eishockeyspieler
- Dionne, Marie (1934–1970), erster bekannter überlebender Fünfling
- Dionne, Yvonne (1934–2001), erster bekannter überlebender Fünfling
- Dionne-Marsolais, Rita (* 1947), kanadische Politikerin
- Dionnet, Jean-Pierre (* 1947), französischer Comicautor und Szenarist
- Diony, Loïs (* 1992), französischer Fußballspieler
- Dionysiades, griechischer Tragiker
- Dionysikles, griechischer Bildhauer
- Dionysios, antiker griechischer Philosoph
- Dionysios, griechischer Geograph der Antike
- Dionysios, griechischer Geschichtsschreiber und diplomatischer Gesandter
- Dionysios, indischer König
- Dionysios, griechischer Epiker
- Dionysios der Philosoph († 1611), griechischer Geistlicher
- Dionysios I. von Syrakus († 367 v. Chr.), Tyrann von Syrakus
- Dionysios Iambos, alexandrinischer Grammatiker
- Dionysios II. Lupu, orthodoxer Theologe und Metropolit der Ungaro-Wallachei
- Dionysios II. von Syrakus, Tyrann von Syrakus
- Dionysios Metathemenos, Stoiker
- Dionysios Skytobrachion, griechischer Rhetor und Mythograph aus Alexandria
- Dionysios Thrax, griechischer Grammatiker
- Dionysios von Alexandria, alexandrinischer Astronom
- Dionysios von Alexandria, griechischer Geograph
- Dionysios von Halikarnassos, Rhetor und Verfasser einer römischen Frühgeschichte bis zum Beginn des ersten Punischen Krieges
- Dionysios von Herakleia, antiker griechischer Aulet
- Dionysios von Herakleia († 305 v. Chr.), Tyrann von Herakleia Pontike (337/6 – 305 v. Chr.)
- Dionysios von Kolophon, antiker griechischer Maler
- Dionysios von Korinth, Bischof von Korinth
- Dionysios von Mesene († 323 v. Chr.), von Alexander dem Großen hingerichteter Gefangener
- Dionysios von Milet, griechischer Geschichtsschreiber
- Dionysios von Phourna, griechischer Maler
- Dionysios von Samos, antiker griechischer Historiker
- Dionysios von Zakynthos (1547–1624), Bischof und Heiliger
- Dionysius († 268), Papst
- Dionysius (1261–1325), König von Portugal
- Dionysius Areopagita, erster Bischof von Athen
- Dionysius bar Salibi († 1171), Metropolit von Amida, theologischer Schriftsteller
- Dionysius der Kartäuser († 1471), Theologe, Philosoph, Mystiker
- Dionysius Exiguus, Begründer der heutigen christlichen Zeitrechnung
- Dionysius Munnich, Kölner Priester und Offizial
- Dionysius von Alexandria, Vorsteher der Katechetenschule in Alexandria und Bischof von Alexandria
- Dionysius von Augsburg, Märtyrer und Heiliger
- Dionysius von Borgo San Sepolcro († 1342), Augustinermönch, Lehrer Boccaccios, Beichtvater und Freund Petrarcas und Bischof von Monopoli (Apulien)
- Dionysius von Luxemburg († 1703), Kapuziner und religiöser Volksschriftsteller
- Dionysius von Montina, Augustinereremit und kritischer Denker
- Dionysius von Paris, Bischof von Paris, Märtyrer, HeiligerDionysius von Paris

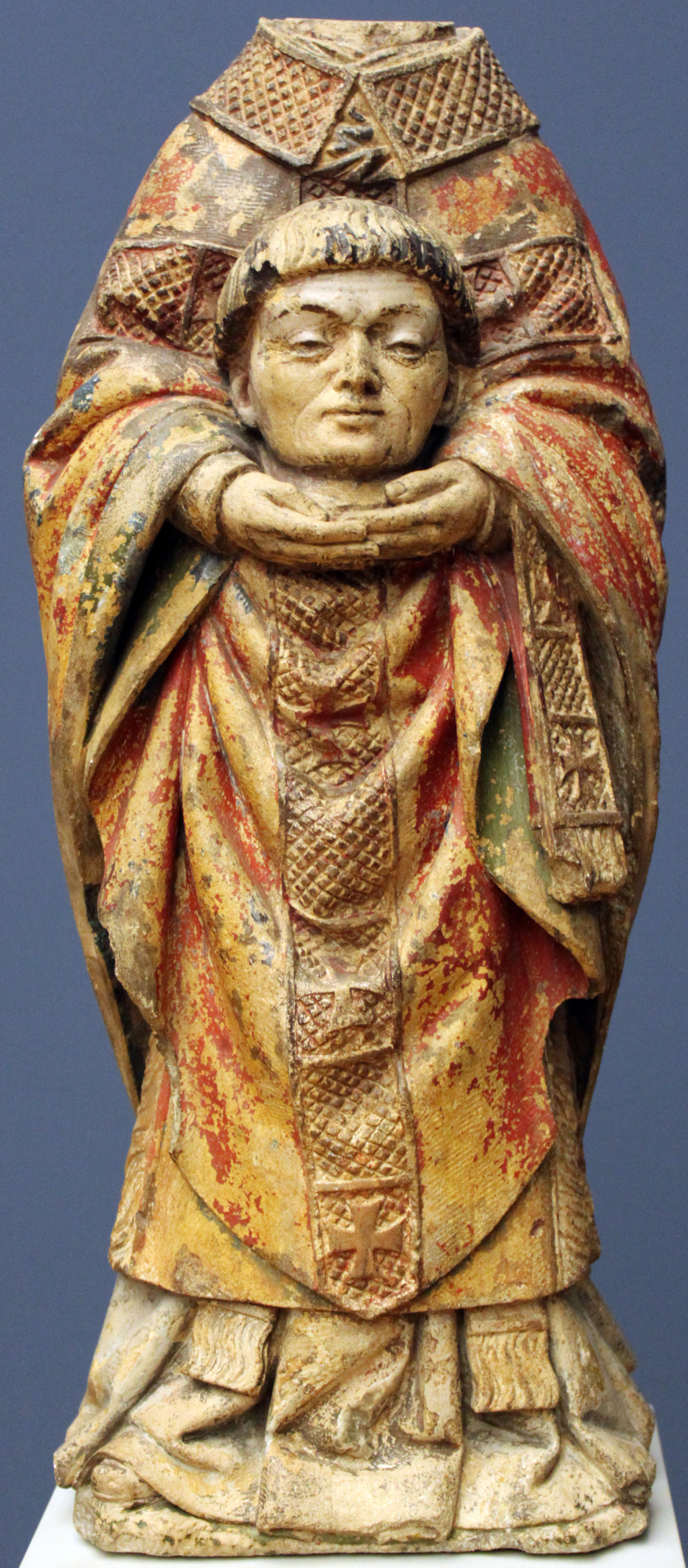
Dionysius von Paris

- Dionysius von Tell Mahre (773–845), Patriarch von Antiochien der syrisch-orthodoxen Kirche
- Dionysius von Vienne († 193), Bischof von Vienne, Märtyrer und Heiliger
- Dionysius von Werl († 1709), Kapuziner und Kontroversschriftsteller
- Dionysius, Ludwig (1868–1922), deutscher Verwaltungsjurist
- Dionysodoros von Kaunos, griechischer Mathematiker

### Diop
- Diop, Abdoulaye Makhtar (* 1945), senegalesischer Politiker
- Diop, Abdulaye Yakhine († 1943), senegalesischer Geistlicher
- Diop, Aïda (* 1970), senegalesische Sprinterin
- Diop, Alice (* 1979), französische Filmemacherin
- Diop, Alioune (1910–1980), senegalesischer Essayist französischer Sprache, Politiker
- Diop, Aminata, malische Flüchtling vor Weiblicher Genitalverstümmelung, Aktivistin
- Diop, Anna (* 1988), senegalesisch-US-amerikanische SchauspielerinAnna Diop (* 1988)

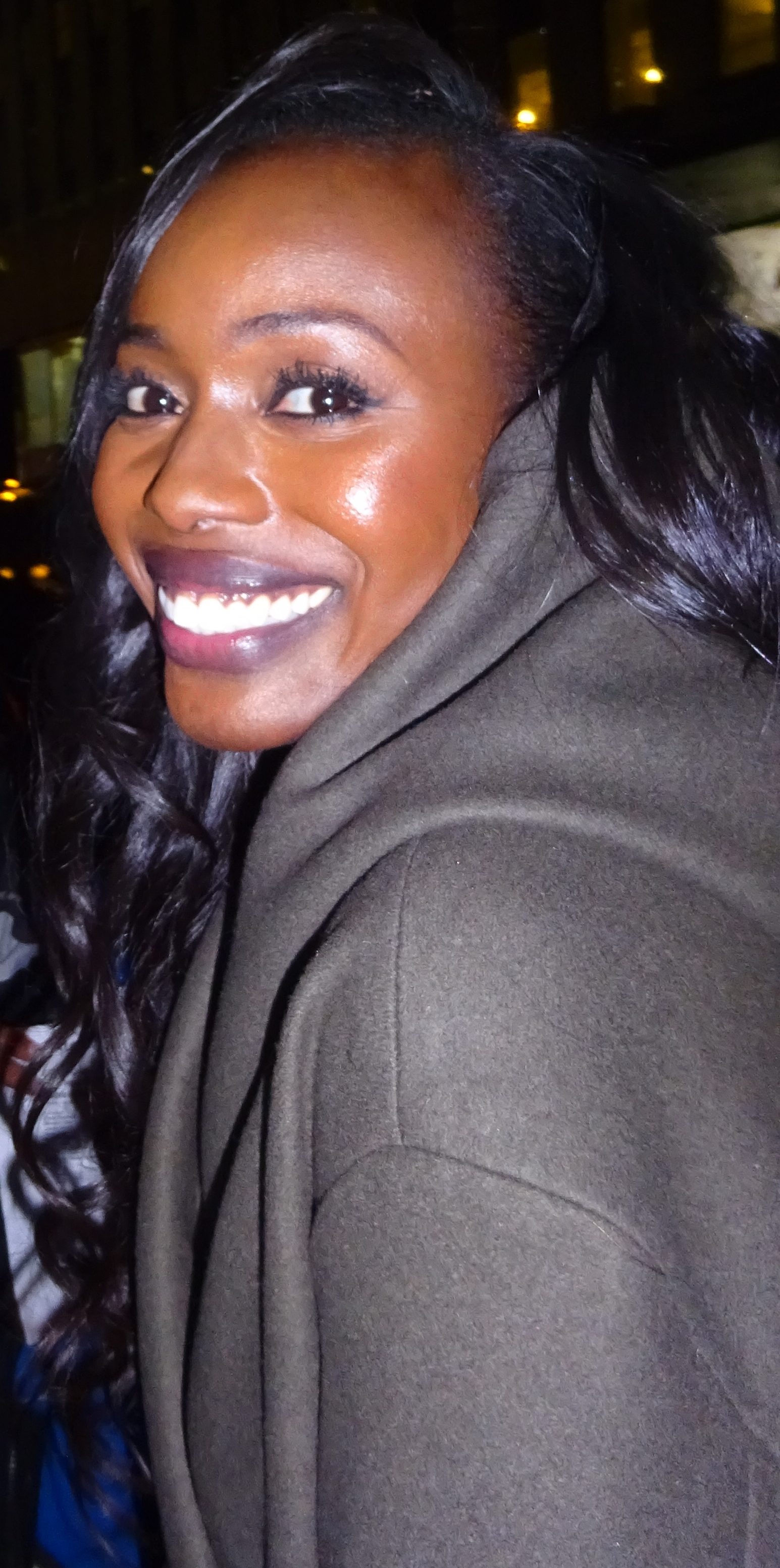
Anna Diop (* 1988)

- Diop, Awa (1948–2021), senegalesische Politikerin
- Diop, Babacar (* 1993), senegalesischer Fußballspieler
- Diop, Bineta (* 1950), senegalesische Frauenrechtlerin und Gründerin von Femmes Africa Solidarité
- Diop, Birago (1906–1989), senegalesischer Schriftsteller
- Diop, Birahim (* 1979), senegalesischer Fußballspieler
- Diop, Boubacar Boris (* 1946), senegalesischer Schriftsteller, Journalist und Drehbuchautor
- Diop, Caroline Faye (1923–1992), senegalesische Politikerin
- Diop, Cheikh Anta (1923–1986), senegalesischer Historiker, Anthropologe und PolitikerCheikh Anta Diop (1923–1986)

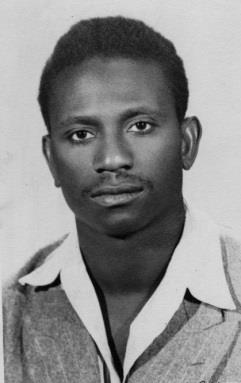
Cheikh Anta Diop (1923–1986)

- Diop, David (1927–1960), senegalesischer Dichter französischer Sprache
- Diop, David (* 1966), franko-senegalesischer Schriftsteller und Literaturwissenschaftler
- Diop, Demba (1927–1967), senegalesischer Politiker
- Diop, DeSagana (* 1982), senegalesischer Basketballspieler
- Diop, Edan (* 2004), französisch-senegalesischer Fußballspieler
- Diop, Fallou, senegalesischer Jockey
- Diop, Ibou (* 1979), deutscher Literaturwissenschaftler
- Diop, Issa (1922–1997), senegalesischer Manager und Politiker
- Diop, Issa (* 1997), französischer Fußballspieler
- Diop, Khoudia (* 1996), senegalesisches Model und Schauspielerin
- Diop, Makhete (* 1988), senegalesischer Fußballspieler
- Diop, Mamadou (* 1949), nigrischer Politiker und Bankmanager
- Diop, Mati (* 1982), französische Filmregisseurin, Drehbuchautorin und Kamerafrau
- Diop, Mbissine Thérèse, senegalesische Schauspielerin
- Diop, Omar Blondin (1946–1973), senegalesischer Intellektueller, politischer Aktivist und aktives Mitglied der jungen marxistisch-leninistischen Bewegung Frankreichs und Senegals
- Diop, Papa (* 1986), senegalesischer Fußballspieler
- Diop, Papa Bouba (1978–2020), senegalesischer FußballspielerPapa Bouba Diop (1978–2020)

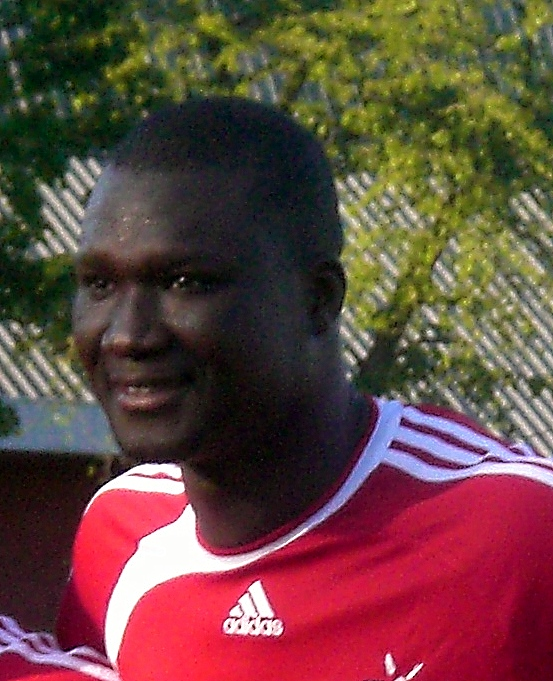
Papa Bouba Diop (1978–2020)

- Diop, Pape Cheikh (* 1997), spanisch-senegalesischer Fußballspieler
- Diop, Paul (* 1958), malischer Judoka
- Diop, Saliou (* 2005), senegalesischer Fußballspieler
- Diop, Serigne Saliou (* 2003), japanischer Fußballspieler
- Diop, Sofiane (* 2000), französischer Fußballspieler
- Diop, Sokhna Magat († 2003), senegalesische Kalifin eines Zweigs der Muridiyya-Bruderschaft in Thiès, Senegal
- Diop, Wasis, senegalesischer Musiker
- Diophantos von Alexandria, antiker griechischer Mathematiker
- Diopos, korinthischer Tonbilder

### Dior
- Dior, Christian (1905–1957), französischer Modeschöpfer und DesignerChristian Dior (1905–1957)

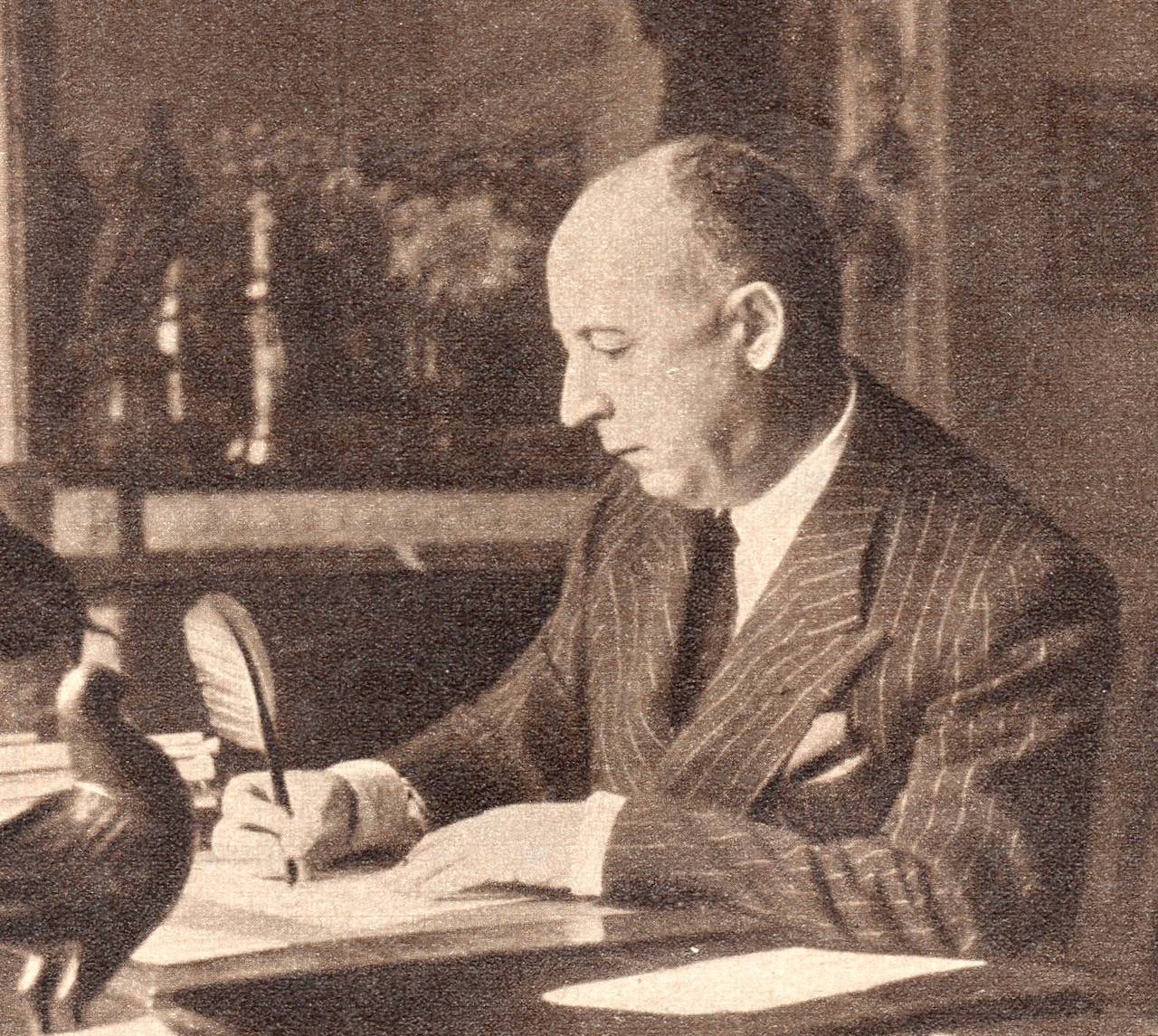
Christian Dior (1905–1957)

- Dior, Dutty (1996–2024), norwegischer Rapper und Sänger
- Dior, Gianna (* 1997), US-amerikanische Pornodarstellerin und Erotikmodel
- Dior, Iann (* 1999), US-amerikanischer Rapper, Sänger und Songwriter
- Dior, Karen (1967–2004), US-amerikanischer Pornofilmdarsteller
- Dior, Rick (1947–1998), US-amerikanischer Tontechniker
- Diora, Bischof von Rochester
- Dioratus, antiker römischer Toreut
- Diori, Abdoulaye Hamani (1945–2011), nigrischer Geschäftsmann und Politiker
- Diori, Aïssa (1928–1974), nigrische Frauenrechtlerin und Ehefrau des Staatspräsidenten Hamani Diori
- Diori, Hamani (1916–1989), erster Präsident Nigers (1960–1974)
- Diorio, Joe (1936–2022), US-amerikanischer Jazzmusiker und Musikpädagoge

### Dios
- Dios, griechischer Koroplast
- Dios Caballero Reyes, Juan de (* 1931), mexikanischer Geistlicher, emeritierter Weihbischof in Durango
- Diosdado, Ana (1938–2015), argentinisch-spanische Schauspielerin, Dramatikerin, Schriftstellerin, Drehbuch- und Hörspielautorin
- Diósi-Moravcsik, Angéla (* 1996), ungarische Speerwerferin
- Dioskoros (1935–2015), eritreischer Patriarch der Eritreisch-Orthodoxen Tewahedo-Kirche
- Dioskoros I. von Alexandria († 454), Patriarch von Alexandria
- Dioskoros von Aphrodito, byzantinischer Funktionär, Rechtsanwalt und Dichter
- Dioskourides, Neffe des Antigonos Monophthalmos, Flottenkommandant in der Ägäis
- Dioskur († 530), Gegenpapst
- Dioskurides, antiker griechischer Steinschneider
- Dioskurides, Festungskommandant im ägyptischen Herakleopolis
- Dioskurides von Samos, antiker griechischer Mosaizist
- Dioskurides, Pedanios, griechischer ArztPedanios Dioskurides

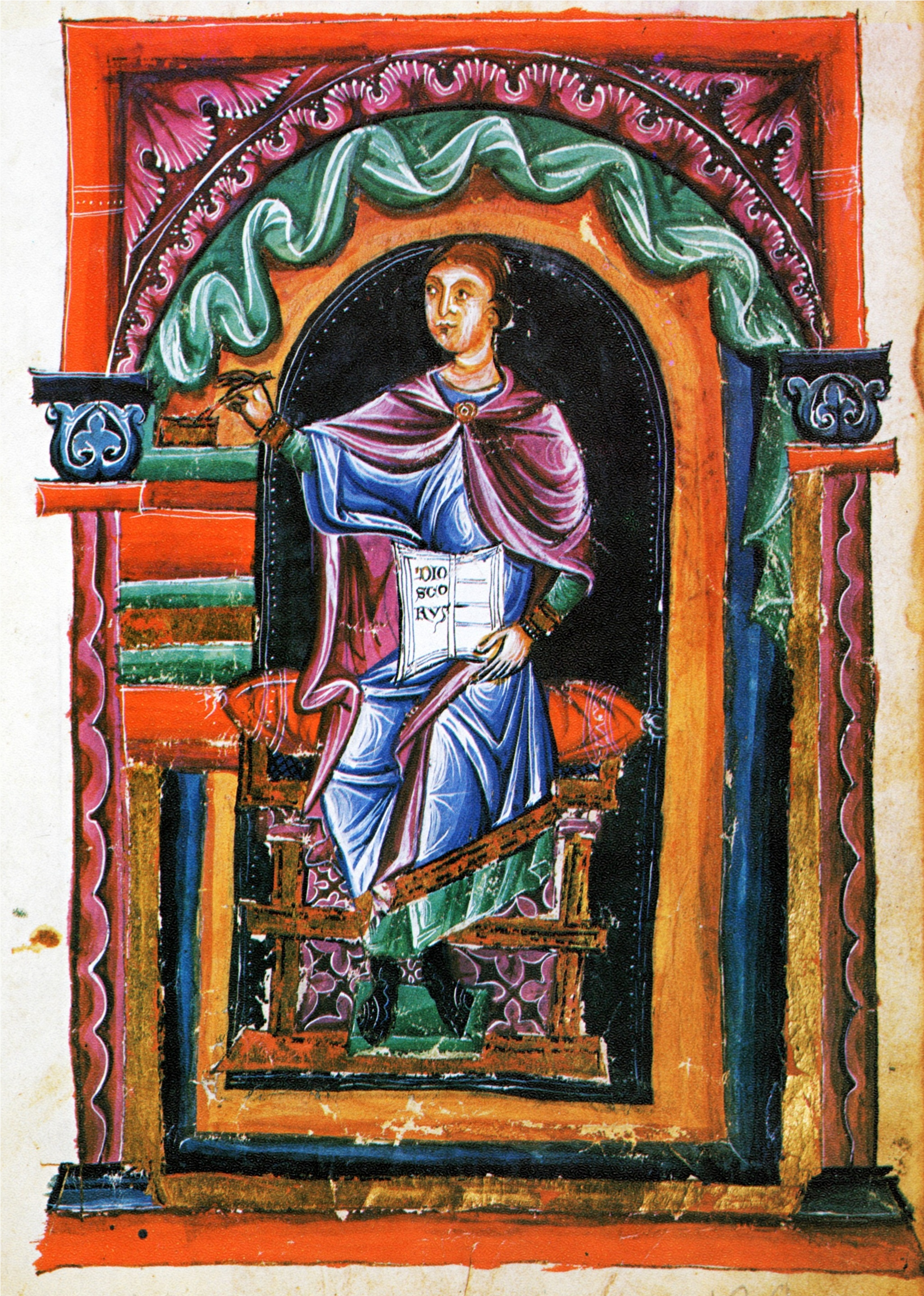
Pedanios Dioskurides

- Diosphos-Maler, attisch-schwarzfiguriger Vasenmaler
- Diossa, James (* 1985), kolumbianisch-amerikanischer Politiker der Demokratischen Partei
- Diossy, Arthur von (1889–1940), österreichischer Schauspieler
- Diószegi, Vilmos (1923–1972), ungarischer Ethnologe und Orientalist
- Diószegi, Zsuzsa (* 1963), ungarische Badmintonspielerin

### Diot
- Diot, Antoine (* 1989), französischer Basketballspieler
- Diot, Émile (1912–1940), französischer Radrennfahrer
- Diot, Maurice (1922–1972), französischer Radrennfahrer
- Diotallevi, Ettore, italienischer Geistlicher und Bischof von Fano

### Diou
- Dioudis, Sokratis (* 1993), griechischer Fußballtorhüter
- Diouf, Abdou (* 1935), senegalesischer Präsident
- Diouf, Amara (* 2008), senegalesischer Fußballspieler
- Diouf, Aminata (* 1977), senegalesische Sprinterin
- Diouf, Andy (* 2003), französisch-senegalesischer Fußballspieler
- Diouf, Bireme (* 1984), ivorischer Fußballspieler
- Diouf, Cheikh Tidiane (* 1995), senegalesischer Sprinter
- Diouf, Dame (* 1978), senegalesischer Fußballspieler
- Diouf, El Hadji (* 1981), senegalesischer FußballspielerEl Hadji Diouf (* 1981)

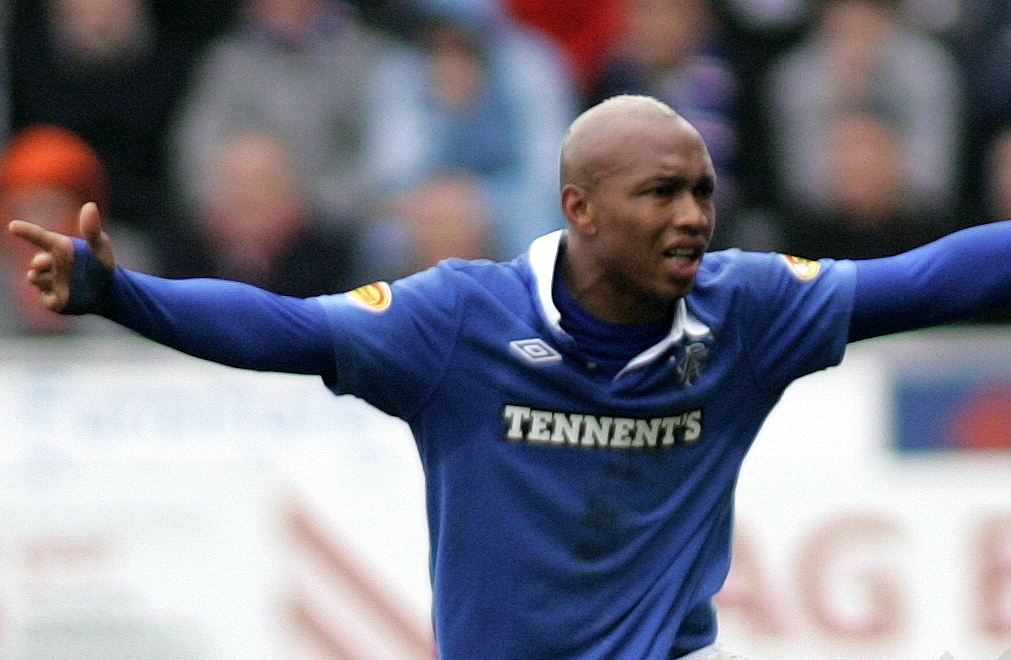
El Hadji Diouf (* 1981)

- Diouf, Jacques (1938–2019), senegalesischer Agrarwissenschaftler, langjähriger Generaldirektor der FAO
- Diouf, Jean-Noël (* 1946), senegalesischer Geistlicher und emeritierter römisch-katholischer Bischof von Tambacounda
- Diouf, Kalidou (* 1994), deutscher Basketballspieler
- Diouf, Mamadou (* 1963), senegalesisch-polnischer Sänger, Autor und Journalist
- Diouf, Mame (* 1987), senegalesischer FußballspielerMame Diouf (* 1987)

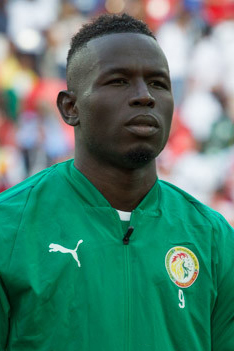
Mame Diouf (* 1987)

- Diouf, Mame Tacko (* 1976), senegalesische Leichtathletin
- Diouf, Michel (* 1989), senegalesischer Basketballspieler
- Diouf, Mouss (1964–2012), französischer Schauspieler
- Diouf, Pape (1951–2020), senegalesisch-französischer Journalist und Fußballfunktionär
- Diouf, Pape Paté (* 1986), senegalesischer Fußballspieler
- Diouf, Valentina (* 1993), italienische Volleyballspielerin
- Diouf, Yehvann (* 1999), französisch-senegalesischer Fußballtorwart
- Dioum, Aly (1931–2014), senegalesischer Journalist und Diplomat
- Dioum-Ndiaye, Awa (* 1961), senegalesische Leichtathletin
- Dioumassi, Makan (* 1972), französischer Basketballtrainer und -spieler
- Dioussé, Assane (* 1997), senegalesischer Fußballspieler

### Diox
- Dioxippos, Olympiameister im Faustkampf und Begleiter Alexander des Großen nach Asien